# Юханнессон, Магнус
Гуннар Магнус Юханнессон (швед. Magnus Johannesson; род. 9 декабря 1964, Сунд, Эстергётланд) — шведский экономист, профессор на экономическом факультете Стокгольмской школы экономики. В 2017 году был одним из членов Комитета по присуждению премии в области экономических наук памяти Альфреда Нобеля, вручивших премию Ричарду Талеру. Активно занимается исследованиями в области поведенческой и экспериментальной экономике.

## Биография
Магнус родился 9 декабря в 1964 году в городе Экшё, Швеция.
В 1989 году получил степень бакалавра искусств по экономике в Линчёпингском университете (Швеция). В этом же университете в 1991 году он получил ученую степень доктора философии по направлению здоровая экономика.

## Карьера
Являлся:
Доцент кафедры экономики Стокгольмской школы экономики, 1992—1994 годы;
Доцент кафедры экономики Стокгольмской школы экономики, 1994—2006 годы;
Профессор кафедры экономики Стокгольмской школы экономики, 2006 год — настоящее время;
Заведующий кафедрой экономики Стокгольмской школы экономики, 2011—2014 годы
Был:
Приглашенный доцент кафедры политики здравоохранения и менеджмента Гарвардского университета,
Школа общественного здравоохранения, 1992—1993 годы;
Адъюнкт-доцент кафедры политики здравоохранения и менеджмента Гарвардского университета,
Школа общественного здравоохранения, 1993—1996 годы;
Адъюнкт — профессор кафедры политики здравоохранения и менеджмента Гарвардского университета,
Школа общественного здравоохранения, 1996—1999 годы;
Приглашенный профессор кафедры менеджмента и инженерии Линчёпингского университета, 2010 год — настоящее время

## Вклад в науку
Оценка воспроизводимости социологических экспериментов в природе и науке в период с 2010 по 2015 гг. Nature Human Behavior, 2018
Данная статья легла в основу проекта, над которым работал Магнус Юханнессон со своими коллегами. Цель проекта: оценить воспроизводимость результатов лабораторных экспериментов в экономике и социальных науках.
В данной статье авторы подчеркивают, что способность воспроизводить научные открытия имеет решающее значение для научного прогресса. Авторы отобрали и воспроизвели некоторые эксперименты в области социальных наук (всего выбрали 21 эксперимент), опубликованные в журнале Nature and Science в период с 2010 по 2015 год. Кроме того, размеры выборок были в среднем в 5 раз выше, чем в первоначальных исследованиях. Авторы нашли значительный эффект в том же направлении, что и исходное явление для 13 исследований, и размер эффекта повторений составил в среднем около 50 % от размера исходного эффекта. Реплицируемость варьировалась между 12 и 14 исследованиями по дополнительным показателям реплицируемости.
Оценка воспроизводимости психологической науки. Наука, 2015
Данная статья является самой цитируемой статьей, в написании которой участвовал Магнус Юханнессон. Авторы данной статьи описали повторение 100 экспериментов, описанных в статьях, опубликованных в 2008 году в трех ведущих журналах по психологии. Оценивая, дали ли репликация (повторение эксперимента) и первоначальный эксперимент один и тот же результат в соответствие с несколькими критериями, они обнаружили, что примерно от трети до половины первоначальных результатов также наблюдались в исследовании репликации. Авторы сделали вывод, что даже исследования образцового качества могут иметь невоспроизводимые эмпирические результаты из-за случайной или систематической ошибки.
Переопределите статистическую значимость. Nature Human Behavior, 2018
Данная статья непосредственно связана с вышеперечисленными статьями. Она является второй самой цитируемой статьей, соавтором которой является Магнус Юханнессон. Отсутствие воспроизводимости научных исследований вызвало растущую озабоченность по поводу достоверности утверждений о новых открытиях, основанных на «статистически значимых» результатах. Авторы считают, что главная причина невоспроизводимости до сих пор не решена должным образом: статистические стандарты доказательств для утверждения о новых открытиях во многих областях науки просто слишком низки. Для решения этой проблемы авторы в своей статье предлагают изменить порог p-значения по умолчанию для статистической значимости с 0,05 до 0,005 для заявлений о новых открытиях. По их мнению, этот простой шаг немедленно повысил бы воспроизводимость научных исследований во многих областях.
Вытеснение донорства крови: прав ли был Титмусс? Журнал Европейской экономической ассоциации, 2008
Данная статья является одной из самых известных и цитируемых работ, написанных Юханнессоном, в области поведенческой экономики.
В своей книге 1970 года «Отношение дара: От донорства крови до общественной политики» Ричард Титмусс утверждал, что денежная компенсация за сдачу крови может вытеснить предложение доноров крови. Чтобы проверить это утверждение, Юханнессон и Carl Mellström провели полевой эксперимент с тремя различными воздействиями. В первом случае людям была предоставлена возможность стать донорами крови без какой-либо компенсации. Во втором случае испытуемые получали плату в размере 50 шведских крон (около 7 долларов) за то, чтобы стать донорами крови, а в третьем случае испытуемые могли выбирать между оплатой в размере 50 шведских крон и пожертвованием 50 шведских крон на благотворительность. Результаты заметно отличались у мужчин и женщин. У мужчин не наблюдалось значительного различия в донорстве крови в трех группах. У женщин наблюдался значительный вытесняющий эффект. Предложение донорства крови уменьшилось почти наполовину при введение денежной оплаты. Кроме того, был выявлен значительный эффект от того, что отдельным лицам можно было жертвовать деньги на благотворительность. Этот эффект полностью противодействует эффекту вытеснения.
Гордость и предубеждение: человеческая сторона теории стимулов. Американский экономический обзор, 2008
Данная статья, написанная Юханнессоном и Эллингсеном, также является значимой работой в области поведенческой экономии
Авторы статьи разрабатывают модель, в которой полезность уважения актёров зависит от аудитории. В условиях принципала-агента они показывают, что модель может объяснить мотивационное вытеснение. Системы контроля и денежные стимулы подрывают моральный дух, сигнализируя агенту, что принципал не стоит того, чтобы его впечатлять. Модель также предлагает объяснение того, почему агенты мотивированы высокой оплатой труда и ориентированными на миссию руководителями.

## Награды
За свои достижения был неоднократно награждён:
- 1992 — премия Фулбрайта;
- 2012 — член Шведской Королевской Академии наук (KVA);
- 2015 — премия Седерберга в области экономических наук;
- 2016—2017 — Рагнар Седерберг Профессор Исследований